# Buscando a María
Buscando a María es una telenovela dramática chilena creada por Víctor Carrasco, con Vicente Sabatini y Cecilia Stoltze como productores ejecutivos. Se estrenó por Chilevisión el 9 de diciembre de 2015, y concluyó el 11 de marzo de 2016.
Protagonizada por Isidora Urrejola y Ricardo Fernández, y cuenta con los roles antagónicos de Cristián Carvajal, Daniela Palavecino y Catalina Martin.

## Sinopsis
María, una mujer maltratada por su esposo alcohólico y violento, decide denunciarlo, lo que lleva a Evaristo, su marido, a vengarse lanzando al mar a su hijo Benjamín, conocido como "Chiripa". Aunque María cree que su hijo ha muerto, él sobrevive y llega a Santiago en busca de su madre.

## Reparto
Una lista completa del reparto confirmado se publicó a través de Chilevisión el 21 de junio de 2014.

### Principales
- Isidora Urrejola como María Barraza
- Ricardo Fernández como Pedro Montecinos
- Cristián Carvajal como Evaristo Maulen
- Lorena Capetillo como Paola Galdames
- Carlos Díaz como Sergio Montecinos
- Daniela Palavecino como Bernardita Prieto
- Shlomit Baytelman como Marta Briones
- Malucha Pinto como Raquel Cifuentes
- Claudio Castellón como Rubén Morales
- Catalina Martin como Juana Canales
- Nicolás Brown como Marcelo Tapia
- Loreto Araya como Irma Flores
- Eliana Palermo como Flora Mardones
- Alberto Castillo como Roberto González
- Joaquín Saldaña como Joaquín Montecinos
- Francesca Poloni como Natalia Salinas
- Tomás Arriagada como Benjamín Maulen

## Producción
A mediados de 2013, Chilevisión se unió a MyFriend para presentar el teaser Buscando a María ante el Fondo de Fomento a la Calidad del Consejo Nacional de Televisión de Chile (CNTV).
El 1 de octubre de 2013, CNTV le otorgó 220.000.000 pesos para su realización. El rodaje comenzó el 14 de julio de 2014 con locaciones entre Santiago y Quintay, y concluyó en noviembre del mismo año.
Inicialmente, se había planificado el estreno de Buscando a María en septiembre de 2014, a las 15:00 horas. Sin embargo, los ejecutivos de Chilevisión decidieron solicitar una modificación en el contrato con el CNTV para programar la telenovela a las 20:00 horas, lo cual fue rechazado por la entidad. A pesar de esto, la cadena decidió pagar la millonaria multa para programar la telenovela en el horario vespertino. No obstante, el director ejecutivo Jaime de Aguirre decidió posponer el estreno debido a la fuerte competencia de telenovelas de TVN, Canal 13 y Mega en el horario de las 20:00 horas. El director de área, Vicente Sabatini, declaró: "No existe mercado para cuatro producciones en el mismo horario".

## Premios y nominaciones
| Año  | Premio           | Categoría              | Nominados         | Resultados |
| ---- | ---------------- | ---------------------- | ----------------- | ---------- |
| 2017 | Premios Caleuche | Mejor actor de soporte | Cristián Carvajal | Nominado   |

## Retransmisiones
- 2018 (15:30 pm.)[16]